# برادران لیلا
برادران لیلا فیلم درام ایرانی به کارگردانی و نویسندگی سعید روستایی و تهیه‌کنندگی روستایی و جواد نوروزبیگی، محصول سال ۱۴۰۱ است. سعید پورصمیمی، ترانه علیدوستی، نوید محمدزاده، پیمان معادی، فرهاد اصلانی، محمد علی‌محمدی، نیره فراهانی و مهدی حسینی‌نیا از بازیگران فیلم هستند. این فیلم داستان زندگی شخصیت لیلا است که برای حل مشکلات اقتصادی خود و خانواده‌اش، تلاش می‌کند.
برادران لیلا در ۲۵ مهٔ ۲۰۲۲، بدون کسب پروانهٔ نمایش، در جشنواره فیلم کن ۲۰۲۲ به نمایش درآمد؛ در نتیجه توسط سازمان سینمایی کشور، به اتهام «تخلفات و سرپیچی تهیه‌کننده و کارگردان آن از مقررات»، توقیف شد. این فیلم، در جشنوارهٔ کن، برندهٔ جایزهٔ فدراسیون بین‌المللی منتقدان فیلم (بخش غیراصلی) شد. برادران لیلا در اسفند ۱۴۰۱، به صورت غیررسمی، در اینترنت پخش شد.
این فیلم از سوی برخی «مناقشه برانگیزترین و سیاسی‌ترین فیلم سال» توصیف شد. تهیه‌کننده، جواد نوروزبیگی، در مصاحبه‌ای گفت: او و روستایی ممنوع‌الکار شدند و به اتهام «اقدام علیه نظام»، برایشان، پروندهٔ قضایی تشکیل شده است. روستایی به‌دلیل ساخت و نمایش آن در جشنواره کن، توسط دادگاه ایران به شش ماه زندان محکوم شد.

## خلاصه داستان
لیلا، زنی چهل ساله و مجرد است که در خانواده‌ای درگیر با بحران‌های اقتصادی زندگی می‌کند. او در دفتر اداری یک مرکز خرید کار می‌کند و تنها درآمد ثابت خانواده را دارد. اسماعیل، پدر خانواده، پیرمردی تریاکی است که پس از فوت بزرگ فامیل، حاج غلام، تلاش می‌کند به هر قیمتی جانشین او شود و مورد احترام قرار گیرد. علیرضا، برادر معقول خانواده، کارگری است که به علت تعطیلی کارخانه بیکار شده است. پرویز در همان پاساژی که لیلا در آنجا کار می‌کند، به عنوان خدمه‌ای که عوارض توالت را دریافت می‌کند مشغول است.
منوچهر آدم دغل‌کاری است که برادرانش را ترغیب به نوعی کلاه‌برداری پانزی می‌کند که پول پیش‌خرید ماشین‌ها را بالا بکشند و فرهاد نیز شغل ثابتی ندارد و گاهی مسافرکشی می‌کند و مدام در حال بدنسازی است. در فامیل رسم است که بزرگ خاندان باید بیشترین مبلغ هدیه را در عروسی فامیل تقدیم کند؛ فرزند پسرعموی اسماعیل، بایرام، به او می‌گوید که مقام بزرگ فامیل می‌تواند متعلق به او باشد، به شرطی که در عروسی آتی پسرش، بیشترین مبلغ را به عنوان هدیه ازدواج بدهد و اسماعیل با وجود گرفتاری‌های خانواده‌اش، چندین سکه طلا را بدون اطلاع آن‌ها پس‌انداز دارد. از طرفی لیلا به برادرانش پیشنهاد کرده برای حل مشکلات اقتصادی‌شان، یک واحد تجاری در پاساژی که مشغول به کار است، بخرند و سکه‌های پدرشان می‌تواند مبلغی که آنها برای خرید کم دارند را جور کند.

## بازیگران
- سعید پورصمیمی در نقش اسماعیل جورابلو
- ترانه علیدوستی در نقش لیلا جورابلو
- نوید محمدزاده در نقش علیرضا جورابلو
- پیمان معادی در نقش منوچهر جورابلو
- فرهاد اصلانی در نقش پرویز جورابلو
- محمد علی‌محمدی در نقش فرهاد جورابلو
- نیره فراهانی در نقش مادر
- مهدی حسینی‌نیا در نقش بایرام جورابلو
- اسماعیل پوررضا در نقش قارداشعلی جورابلو
- مازیار سیدی در نقش مجری تالار عروسی

## تولید

### پیش‌تولید
داستان شخصیت‌های من فوق‌العاده تراژیک است. این فیلم بازتاب زندگی مردم ایران است که با تورم درگیر هستند. فاجعه این است که طبقه متوسط در حال از بین رفتن است، فقرا فقیرتر می‌شوند و درصد بسیار کمی از جمعیت بسیار ثروتمند می‌شود.

– روستایی در مصاحبه‌ با مجله c'est quoi le cinéma
در ۳۰ آبان ۱۳۹۹ اعلام شد که سعید روستایی در حال ساخت فیلمی جدید است و احتمال داده شد که نوید محمدزاده و محمدرضا گلزار در آن نقش‌آفرینی کنند. در ۱۷ مرداد ۱۴۰۰ اعلام شد که روستایی تقاضای پروانه ساخت برای ساختن سومین فیلم خود به‌نام برادران لیلا با تهیه‌کنندگی جواد نوروزبیگی را کرده است. دو روز بعد، اعلام شد که روستایی در حال مذاکره با ترانه علیدوستی و نوید محمدزاده برای پیوستن به این فیلم هستند. روز بعد اعلام شد که روستایی پروانه ساخت را گرفته و پیش‌تولید آن آغاز شده است و فیلم‌برداری به‌زودی آغاز می‌شود و گروه بازیگران این فیلم را به‌زودی معرفی خواهد کرد. همچنین اعلام شد که ژانر این فیلم درام خواهد بود و هومن بهمنش، که قبلاً با روستایی در فیلم متری شیش و نیم همکاری کرده بود، برای فیلم‌برداری این اثر، بازخواهد گشت. در ۱۶ شهریور اعلام شد که پنج بازیگر اصلی برادران لیلا، ترانه علیدوستی، نوید محمدزاده، پیمان معادی، سعید پورصمیمی و فرهاد اصلانی خواهند بود و دور خوانی فیلم‌نامه و دیگر مراحل پیش‌تولید همچون گریم و لباس آغاز شده است، که این خبر توسط روابط عمومی فیلم تکذیب شد.

### تولید
نوروزبیگی در ۹ دی اعلام کرد که برادران لیلا به‌دلیل ادامه فیلم‌برداری نمی‌تواند در چهلمین دوره جشنواره فیلم فجر حضور پیدا کند. هم‌زمان با ادامه فیلم‌برداری، روستایی نخستین تصویر از فیلم را در صفحه اینستاگرامش منتشر کرد که عکسی از ترانه علیدوستی و سعید پورصمیمی در هنگام فیلم‌برداری بود و اعلام شد که علیدوستی در این فیلم نقش لیلا که کاراکتر اصلی زن داستان است را نقش‌آفرینی می‌کند. فرهاد اصلانی و نوید محمدزاده هم دیگر بازیگران این فیلم هستند. مکان‌های فیلم‌برداری این پروژه در تهران بوده است.
برای فیلمبرداری این پروژه، دو خانه کوچک در یک محله فقیرنشین در جنوب تهران انتخاب و با یکدیگر ترکیب شدند تا یک لوکیشن فیلمبرداری به مساحت ۹۰ متر مربع ایجاد شود. این لوکیشن با تغییرات گسترده، از جمله افزودن ستون‌ها، برای پاسخگویی به نیازهای تولید فیلم آماده شد. پس از پایان فیلمبرداری، این محل توسط مالکان تخریب شد تا یک ساختمان هفت‌طبقه در آن احداث گردد.

## پخش
برادران لیلا در جشنواره فیلم کن ۲۰۲۲ به نمایش درآمد. این فیلم قبل از نمایش در جشنوارهٔ کن پروانه نمایش دریافت نکرد و در ۳۰ خرداد ۱۴۰۱، سازمان سینمایی کشور آن را توقیف کرد. این سازمان گفت این فیلم «حتی یک مورد» از اصلاحیات را رعایت نکرده است.
در ۲۵ اسفند ۱۴۰۱ برخی منابع از انتشار نسخه دیجیتال و اکران آنلاین برادران لیلا در فرانسه خبر دادند. همزمان با اعلام این خبر، نسخه غیرقانونی فیلم در ایران منتشر شد که با استقبال گسترده‌ای همراه بود. نوروزبیگی تماشای نسخهٔ غیرقانونی فیلم را «غیراخلاقی» دانست و گفت فیلم به‌صورت مینی‌سریال مجدداً پخش خواهد شد. وزارت ارشاد انتشار غیرقانونی این فیلم را «عمدی» خواند. روستایی در واکنش گفت «ارشاد دست پیش می‌گیرد که پس نیفتد.» او همچنین برای پخش نسخهٔ «کامل‌تر» فیلم ابراز امیدواری کرد.

### محکومیت قضایی سازندگان فیلم
در ۲۳ مرداد ۱۴۰۲ رسانه‌ها اعلام کردند که روستایی به اتهام ساخت برادران لیلا و پخش آن در جشنواره فیلم کن به شش ماه زندان محکوم شده است. در مهر ۱۴۰۲ این حکم در شعبه ۲۶ دادگاه انقلاب تهران تأیید شد که یک بیستم آن قابل اجرا و باقی آن به مدت پنج سال تعلیق شده است. او همچنین به ۵ سال محرومیت از ملاقات با اهالی سینما و آموزش اجباری در شعبه قم دانشگاه صدا و سیما محکوم شده بود. جواد نوروزبیگی نیز به اتهام فعالیت تبلیغی علیه نظام به ۶ ماه زندان تعزیری و تعلیقی محکوم شد.

## بازخورد و جوایز

### فروش
برادران لیلا تا سال ۱۴۰۲، ۸۳۹٬۰۲۷ دلار در جهان فروش داشته است. به گزارش ایرنا، این فیلم برخلاف ساخته پیشین روستایی، متری شیش و نیم که فقط در فرانسه ۶۰ میلیارد تومان فروخت، اکران جهانی موفقی نداشت و با پخش در چهار کشور فرانسه، بلژیک، پرتغال و امارات تنها ۳۵ میلیارد تومان فروخت.

### نظر منتقدان
برادران لیلا در وبگاه نقد و بررسی راتن تومیتوز، بر اساس نظر ۱۴ منتقد، امتیاز ۸۶٪ با میانگین نمرهٔ ۸ از ۱۰ را کسب کرد. این فیلم در متاکریتیک، که از میانگین وزنی استفاده می‌کند، بر اساس نظر ۵ منتقد امتیاز ۸۷ از ۱۰۰ را کسب کرده که نشان‌گر «تحسین همگانی» است.
پیتر بردشاو از گاردین نقش‌آفرینی بازیگران، به‌ویژه علیدوستی را تحسین کرد و فیلم را متأثر از روکو و برادرانش (۱۹۶۰)، پدرخوانده (۱۹۷۲) و نیز آثار آرتور میلر دانست.

### جوایز
| جایزه      | تاریخ      | رشته                                          | دریافت کننده | نتیجه    | منابع  |
| ---------- | ---------- | --------------------------------------------- | ------------ | -------- | ------ |
| جشنواره کن | ۲۸ مه ۲۰۲۲ | نخل طلا                                       | سعید روستایی | نامزدشده | [ ۳۳ ] |
| جشنواره کن | ۲۸ مه ۲۰۲۲ | فدراسیون بین‌المللی منتقدان فیلم (بخش غیراصلی) | سعید روستایی | برنده    | [ ۳۴ ] |
| جشنواره کن | ۲۸ مه ۲۰۲۲ | جایزه شهروندی                                 | سعید روستایی | برنده    | [ ۳۵ ] |

## تحلیل
به عقیدهٔ محمد تقی‌زاده از ایرنا، «تاویل‌های سیاسی و نمادپنداری» یکی از مهم‌ترین خصوصیات برادران لیلا بود. برخی برادران لیلا را «سیاه‌نما، اغراق‌شده و در راستای تخریب نظام» و برخی دیگر آن را «آیینه تمام‌نمای جامعه ایران در ابعاد اجتماعی، سیاسی و اقتصادی» دانستند.
بی‌تا ملکوتی در بی‌بی‌سی فارسی، شخصیت پدر را یادآور علی خامنه‌ای پنداشت که تنها به فکر قدرت خودش است و به مردم ایران «که در فقر و تنگنای اقتصادی به سر می‌برند، توجهی ندارد.» تلاش لیلا برای بهبود وضعیت نیز تأثیری ندارد و یکی از برادران مجبور به مهاجرت از کشور می‌شود. به عقیدهٔ فروغ بهمئی از وبگاه زیتون، چهل سکهٔ طلا در فیلم نماد چهل سال حکومت جمهوری اسلامی بر ایران بود که «جز خالی‌تر شدن سفرهٔ ملت ایران و دشمنی همان شرق و غرب ماحصلی برای ملت ایران نداشته است.» این نویسنده شخصیت علیرضا را نمادی از تفکرات صلح‌جویانهٔ اصلاح‌طلبانِ ایران مانند هشت سال ریاست جمهوری سید محمد خاتمی و حسن روحانی دانست. مخالفان فیلم، روسریِ قرمز لیلا را به مریم رجوی نسبت دادند.